# Cantón Central de Alajuela
Cantón Central de Alajuela är en kanton i Costa Rica.   Den ligger i provinsen Alajuela, i den centrala delen av landet, 16 km nordväst om huvudstaden San José.